# James De Mille
James De Mille (* 23. August 1833 in Saint John, New Brunswick; † 28. Januar 1880 in Halifax, Nova Scotia) war ein kanadischer Hochschullehrer und Schriftsteller.

## Leben
De Mille unterrichtete klassische Philologie sowie Geschichte und Rhetorik am Acadia College in Wolfville (Neuschottland) sowie anschließend Englisch an der Dalhousie University in Halifax und betätigte sich nebenberuflich als Autor. Sein Werk umfasst historische Romane, Satiren und Abenteuerromane für Jugendliche.
Sein heute bekanntestes Werk ist A Strange Manuscript Found in a Copper Cylinder (1888 postum erschienen). Es handelt sich um eine satirische Antiutopie, die in eine Reise- und Abenteuergeschichte eines Seemannes am Südpol eingefasst ist. Das Manuscript wird manchmal als von der Literatur Henry Rider Haggards und Jules Vernes abhängig gesehen; allerdings haben diese Autoren erst nach 1880, dem Todesdatum De Milles, ihre phantastischen Reiseberichte veröffentlicht. Insofern steht De Mille als Verfasser dieser im ausgehenden 19. Jahrhundert beliebten Literaturgattung eigenständig da.
Die kanadische Regierung ernannte De Mille 1937 zu einer „Person von nationaler historischer Bedeutung“.

## Werke (Auswahl)

### Lyrik
- Behind the Veil. 1893 (postum).

### Romane
- The Dodge Club; or Italy in MDCCLVIII. New York 1869.
- The Lady of the Ice. New York 1870.
- A Strange Manuscript Found in a Copper Cylinder. New York 1888 (postum).

### Jugendbücher
- Lost in the Fog.
- The Boys of Grand Pre School. 1870
- Fire in the Woods. 1872
- Picked Up Adrift. 1873